# 646

## Evenimente
- Alexandria este din nou cucerită de arabi, după o încercare eșuată a Imperiului Bizantin de a prelua Egiptul. Astfel ia sfârșit civilizația greco-romană, care a durat un mileniu.

## Nașteri
- Abd al-Malik, calif din dinastia omeiazilor (d. 705)